# Fuente de García

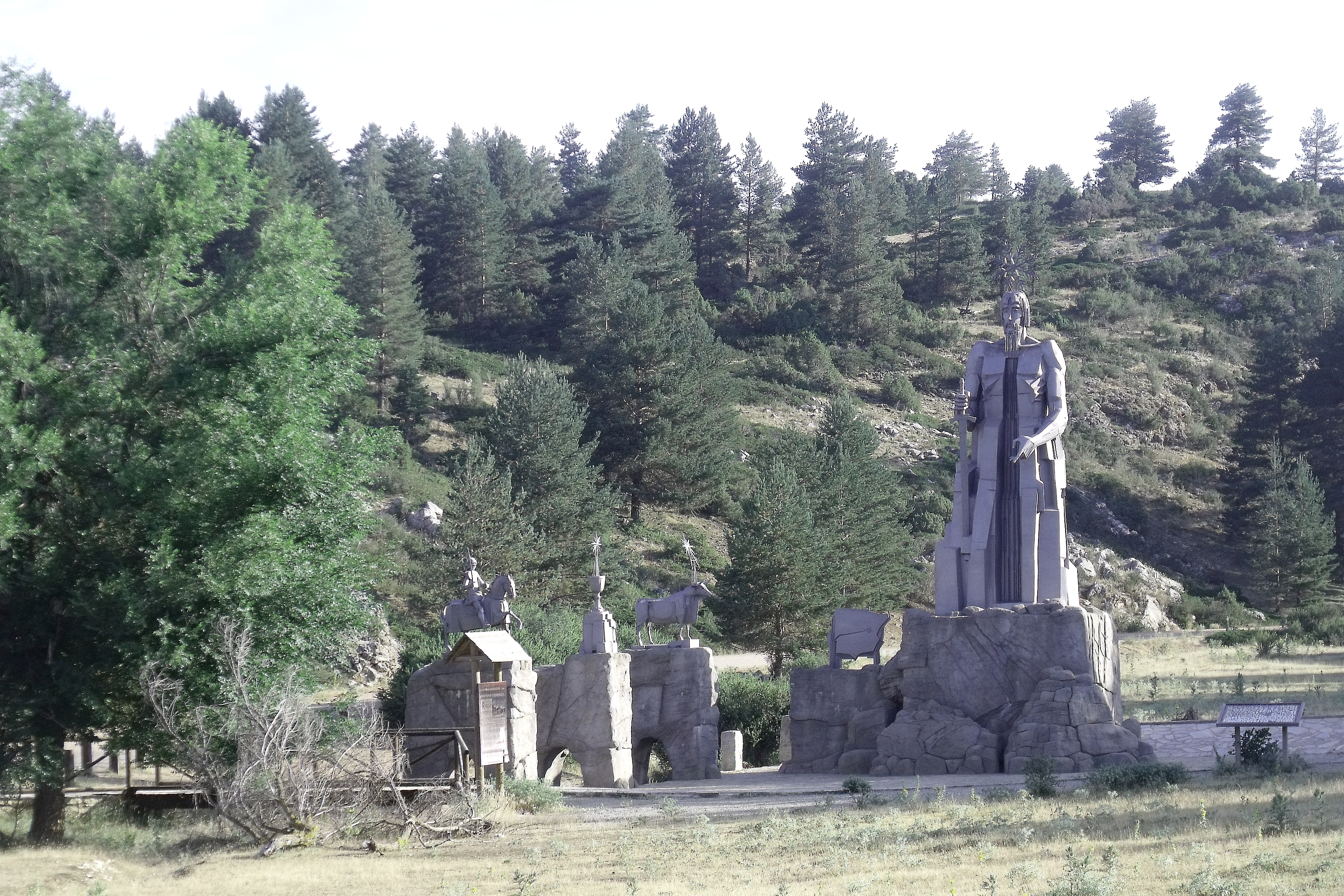
La Fuente Garcia, avec son monument en honneur de la naissance du Taje.

La Fuente de García (en espagnol : Fuente García, « fontaine García ») est située sur la municipalité d’Albarracín, dans la province de Teruel, en Espagne. C'est dans cette vallée que naît le Tage.